# Cupedidae
Cupedidae Laporte, 1836 è una famiglia di coleotteri del sottordine Archostemata.
La famiglia consiste di circa 30 specie, suddivise in nove generi distribuiti globalmente. Inoltre, sono stati rinvenuti molti fossili di Cupedidae datanti al Triassico inferiore, un periodo nel quale moltissime specie erano scomparsi dopo l'estinzione di massa alla fine del Permiano e in cui la biosfera si stava ripopolando e riorganizzando.

## Descrizione
Le Cupedidae hanno un corpo allungato e diritto, che varia da una lunghezza di 10 mm a 20 mm, di colore scuro (dal marrone al nero).
Questi coleotteri sono identificabili dal reticolo quadrato che ricorda piccole finestre sulle elitre.

## Biologia
Le larve vivono nel legno, che tarlano. Il substrato tipico nel quale si sviluppano sono tronchi umidi coperti da funghi o muschio e a volte si trovano in case di legno. I maschi adulti di Priacma serrata -una specie diffusa nel Nord America- sono noti per essere fortemente attratti dalla comune candeggina, il che suggerisce che l'odore dell'ipoclorito di sodio mescolato ad acqua sia prossimo ai feromoni delle femmine della specie.